# Fritz Flinte
Fritz Flinte (* 20. Mai 1876 in Hamburg; † 29. August 1963 in Hamburg) war ein deutscher Maler und Mitbegründer der Hamburgischen Sezession.

## Ausbildung
1893 verließ Flinte die Schule mit der „mittleren Reife“, um im Betrieb seines Vaters eine Ausbildung zum Drechsler zu machen. Nach seinem Berufsabschluss arbeitete er noch einige Zeit bei seinem Vater, besuchte aber gleichzeitig Zeichenkurse an der Gewerbeschule, vermutlich in Altona (lt. Ewers-Schultz, S. 11). Zwischen 1896 und 1898 studierte er an der Kunstgewerbeschule in Hamburg. Aus finanziellen Gründen kam kein Ortswechsel und der Besuch einer Kunstakademie in Betracht. Die Ausbildung an der Kunstgewerbeschule war an den Bedürfnissen von Gewerbe und Handwerk ausgerichtet nicht an künstlerischen. Dass die Kunstgewerbeschule eher eine Notlösung war, lässt sich aus einer überlieferten Bemerkung Flintes erkennen: „Die Malerei ist doch kein Schusterhandwerk“.
Flinte bemühte sich mehrmals um Stipendien an Kunstakademien, zunächst jedoch erfolglos. Gegen Ende der 1890er Jahre wandte er sich an den Hamburger Kunsthallendirektor Alfred Lichtwark, der ihn bestärkte, weiter die künstlerische Laufbahn zu verfolgen. Trotz eines Empfehlungsschreibens Lichtwarks gelang es Flinte nicht, das notwendige Stipendium zu erhalten. So arbeitete er einige Jahre als Dekorationsmaler und Anstreicher.
1901 gelangte er doch noch durch Lichtwarks Unterstützung an ein Kunststipendium, das ihm das Studium an der Stuttgarter Akademie ermöglichte. Dort war er von 1901 bis 1905 in der Malklasse von Carlos Grethe (1846–1913) eingeschrieben. Die Zeichenkurse belegte er bei Robert Poetzelberger (1856–1930). In Stuttgart war Flinte auch Mitglied des von seinen beiden Lehrern und dem Stuttgarter Akademiedirektor Leopold von Kalckreuth gegründeten Stuttgarter Künstlerbunds. Nach dem Ende seiner akademischen Ausbildung war Flinte wieder ab 1905 in Hamburg als freischaffender Künstler tätig. 1919 trat er der Hamburgischen Sezession bei. Seit 1922 war er Mitglied des Hamburger Künstlervereins von 1832. Zudem war er Mitglied der Hamburgischen Künstlerschaft.

## Wirken und Schaffen
Die malerische Entwicklung Flintes nachzuvollziehen wird dadurch erschwert, dass er seine Werke nicht datiert hat. Reisen und diverse Dokumente geben Rahmendaten. Umso bedeutsamer sind stilistische Analysen, zumal sich sein Werk unabhängig von jeweiligen Zeitmoden und Strömungen als eigenständiges Œuvre präsentiert.
Am Anfang seines freien Schaffens stand die Beschäftigung mit der von Frankreich ausgehenden plein-air-Malerei. In Hamburg hatte diese Stilrichtung Vertreter in den Mitgliedern des Hamburgischen Künstlerklubs. Insbesondere die Arbeiten von Thomas Herbst scheinen als Inspirationsquelle Flintes gedient zu haben. Aber auch Reminiszenzen aus der holländischen Malerei sind erkennbar.
Schon zu diesem frühen Zeitpunkt seiner künstlerischen Entwicklung nahm das Stillleben in Flintes Werk einen hohen Stellenwert ein. Stilistisch ist hier noch das akademische Studium zu erkennen. In den 1911 an der Elbe bei Blankenese entstandenen Strandszenen erkennt man hingegen die Auseinandersetzung mit der impressionistischen Malweise der französischen Künstler.
Insgesamt prägen drei klassische Motivgruppen das Œuvre Flintes: das Stillleben mit den Untergruppen Tisch-Stillleben und Blumenstrauß, das Selbstporträt und das Landschaftsbild. Letzteres jedoch in weit geringerem Maße als die vorgenannten.
Seine erste Einzelausstellung präsentierte Flinte bei der Galerie Commeter in Hamburg im Jahre 1911. Trotz positiver Rezensionen in der Presse sind weitere Ausstellungen erst wieder gegen Ende der 1920er Jahre belegt.
Während des Ersten Weltkriegs erhielt Flinte 1916 einen Einberufungsbefehl. In der zweiten Jahreshälfte nahm er am Rumänienfeldzug teil. Wegen Krankheit konnte er jedoch wieder nach Hamburg zurückkehren. 1920 heiratete er Mathilde Friederika Wolff aus Nordleda in der Lüneburger Heide und 1921 und 1923 wurde er Vater eines Sohnes und einer Tochter.
Nach dem Ende des Ersten Weltkriegs war Flinte 1919 zusammen mit Johannes Wüsten und Heinrich Steinhagen Gründungsmitglied der Hamburgischen Sezession. 1933 zeigte er eine  Einzelausstellung im Kunstverein Hamburg. Danach verließ er Hamburg für längere Aufenthalte in Paris und Italien aufgrund von Hamburger Stipendien.
Nachdem sich die Hamburgische Sezession als Reaktion auf die Politik der regierenden Nazis selbst aufgelöst hatte, hielt der sehr zurückgezogen lebende Künstler dennoch engen Kontakt mit den Freunden aus der Sezession. Zusammen mit Fritz Kronenberg, Karl Kluth und Emil Maetzel unternahm er etwa 1934 eine Reise nach Dänemark und Südschweden.
Flintes Malstil entsprach nicht dem propagierten Nazi-Klassizismus, und 1937 wurde in der Nazi-Aktion „Entartete Kunst“ aus der Hamburger Kunsthalle sein Tafelbild Blankenese und ein Aquarell-Selbstbildnis beschlagnahmt und zerstört. Er durfte aber weiter ausstellen und erhielt sogar staatliche Stipendien.
Bei einem Bombenangriff auf seine Heimatstadt 1943 verbrannte ein Teil seines Werkes in der Privatwohnung. Sein Atelier, wo der überwiegende Teil seiner Werke lagerte, blieb jedoch verschont.
Mitte der 1950er Jahre gab Fritz Flinte das Malen auf. 1960 übergab er sein Atelier, welches ihm seit 1912 als Arbeitsstätte gedient hatte, an den Maler Heinz Glüsing. Er starb am 29. August 1963 während der Vorbereitungen zu einer umfassenden Retrospektive an Herzversagen.
 Fritz Flinte wurde auf dem Ohlsdorfer Friedhof im  Planquadrat AF 39 am Eingang Kornweg nördlich von Kapelle 9 beigesetzt.
Sieben Gemälde und Arbeiten auf Papier von Flinte befinden sich in der privaten Sammlung von Wilhelm Werner.

## Ehrungen und Preise
Fritz Flinte erhielt zahlreiche Ehrungen und Auszeichnungen.
- 1950 ehrte der Hamburger Senat Flinte mit einem Ehrensold.
- Ehrenmitglied des Berufsverbandes bildender Künstler Hamburgs.
- Mitglied der Freien Akademie der Künste Hamburg.
- 1962 Verleihung des Edwin-Scharff-Preises der Freien und Hansestadt Hamburg für 1961.
- In den 70er Jahren wurde eine Straße im Hamburger Stadtteil Steilshoop nach ihm benannt (Fritz-Flinte-Ring).